# Streptobotrys arisaematis
Streptobotrys arisaematis är en svampart som beskrevs av Hennebert 1973. Streptobotrys arisaematis ingår i släktet Streptobotrys och familjen Sclerotiniaceae.   Inga underarter finns listade i Catalogue of Life.